# Mahalam
Mahalam – wieś w Pakistanie, w prowincji Pendżab. W 2017 roku liczyła 5078 mieszkańców.